# Булаткин, Олег Николаевич
Оле́г Никола́евич Була́ткин (род. 6 апреля 1952) — советский белорусский легкоатлет, специалист по барьерному бегу. Выступал на всесоюзном уровне в 1970-х годах, трёхкратный бронзовый призёр чемпионатов СССР, победитель первенств всесоюзного и республиканского значения, участник чемпионата Европы в Праге. Представлял Минск, спортивное общество «Трудовые резервы» и Вооружённые силы.

## Биография
Олег Булаткин родился 6 апреля 1952 года. Занимался лёгкой атлетикой в Минске, выступал за Белорусскую ССР, добровольное спортивное общество «Трудовые резервы» и Вооружённые силы.
Первого серьёзного успеха на всесоюзном уровне добился в сезоне 1973 года, когда на чемпионате СССР в Москве выиграл бронзовую медаль в беге на 200 метров с барьерами.
В 1975 году в беге на 400 метров с барьерами одержал победу на домашних соревнованиях в Минске.
В 1976 году в той же дисциплине стал серебряным призёром на всесоюзном старте в Ереване.
В 1977 году финишировал вторым в матчевой встрече со сборной ФРГ в Сочи, с белорусской командой взял бронзу в эстафете 4 × 400 метров на чемпионате СССР в Москве, превзошёл всех соперников на всесоюзных соревнованиях в Подольске. Будучи студентом, представлял Советский Союз на Всемирной Универсиаде в Софии — в 400-метровом барьерном беге дошёл до стадии полуфиналов, тогда как в эстафете 4 × 400 метров вместе с соотечественниками стал в финале пятым.
В 1978 году в беге на 400 метров с барьерами выиграл серебряные медали на соревнованиях в Тбилиси и Подольске, причём во втором случае установил свой личный рекорд — 49,82. Благодаря череде успешных выступлений удостоился права защищать честь страны на чемпионате Европы в Праге, где, однако, не смог пройти дальше предварительного квалификационного забега. Также в этом сезоне взял бронзу на чемпионате СССР в Тбилиси.
В 1979 году завоевал золотую и серебряную награды на соревнованиях в Подольске и Каунасе соответственно. Принимал участие в чемпионате военнослужащих стран восточного блока в Потсдаме — одержал победу в беге на 400 метров с барьерами и стал бронзовым призёром в эстафете 4 × 400 метров.
В 1980 году в барьерном беге на 400 метров занял пятое место на Мемориале братьев Знаменских в Москве.